# Plaça (vehicle)

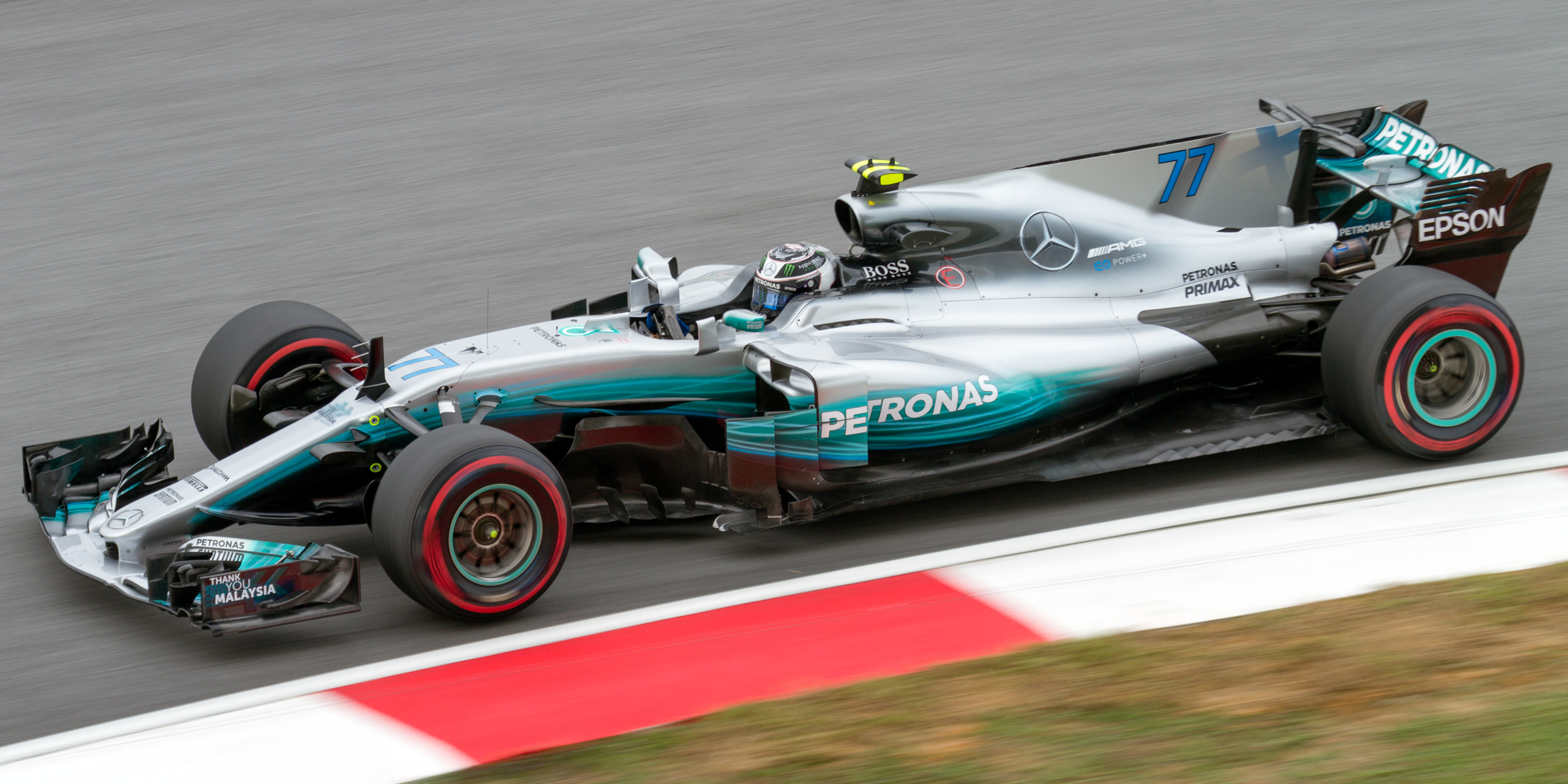
Un monoplaça modern de Fórmula 1.

Plaça es refereix a l'espai o espais que posseeix un vehicle per a suportar les persones a bord d'aquest, que siguin operadors (conductors o pilots) o passatgers. Aplicat en diferents contextos, com l'aeronàutica, l'automobilisme i el motociclisme. Es pot classificar un vehicle nomenant-lo amb la quantitat de places que posseeix.

## Monoplaça
Un monoplaça és un vehicle (avió, cotxe, etc) d’una sola plaça, habilitat per al transport d'un sol ocupant, en general qui guia, mena, porta, maneja o pilota el vehicle.

### Automòbils

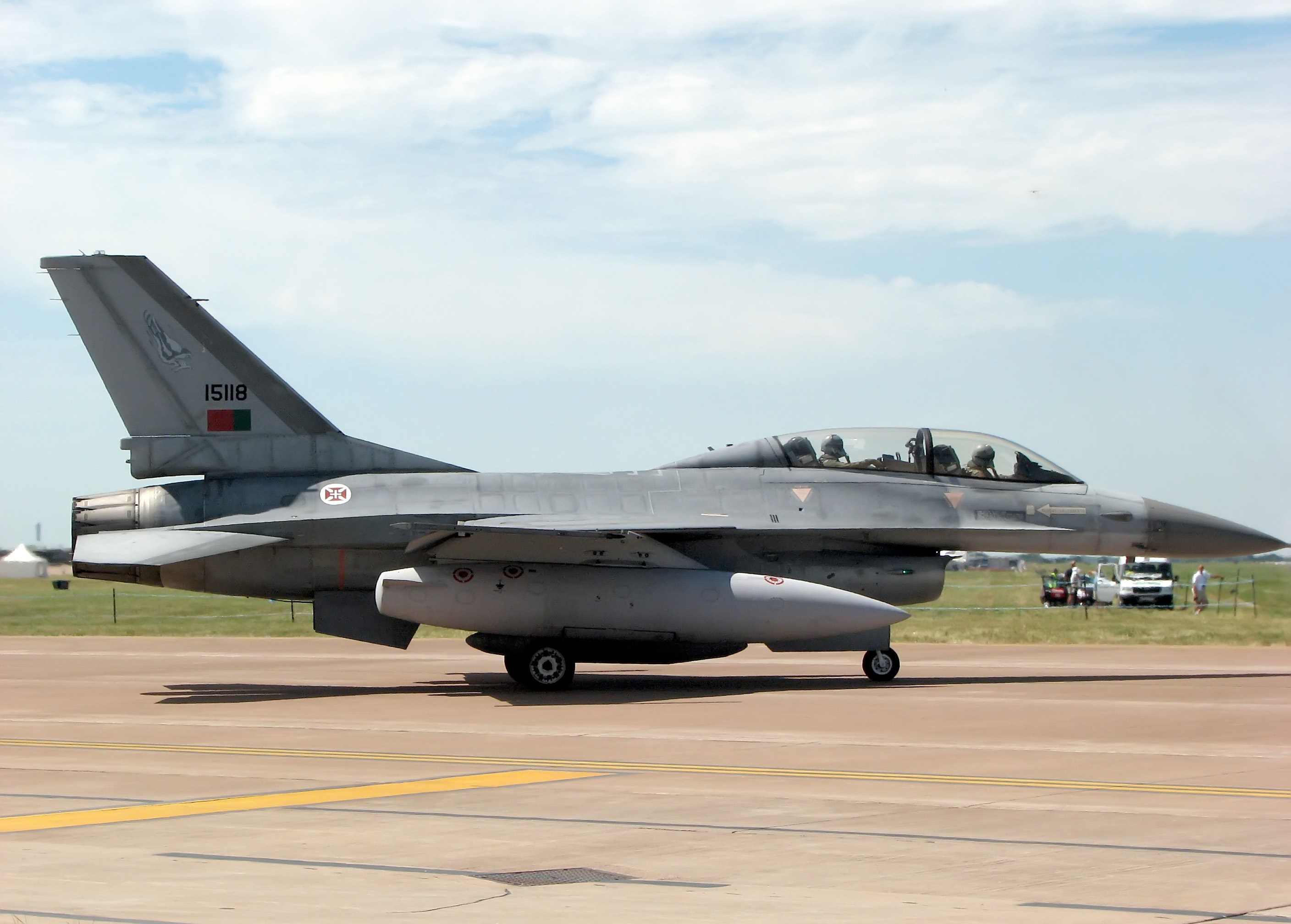
En aquesta imatge d'un F-16 sèrie B de la Força Aèria Portuguesa es pot apercebre clarament la condició biplaça de l'aeronau, destriant si escau la funció de pilot i artiller.

Un monoplaça de cursa és un automòbil de carreres que té una sola plaça central i pot ser de cabina tancada o oberta, està dissenyat especialment per a competicions d'automobilisme (en particular d'automobilisme de velocitat).

## Biplaça
Biplaça és un vehicle habilitat per al transport de dues persones, essent en general, una d'elles, la que maneja o pilota el vehicle.

## Multiplaça
Multiplaça o multiplex és qualsevol vehicle habilitat per al transport de tres o més persones. Un exemple d'aquest tipus de vehicles és l'aeronau CASA C-295.